# Gazela (Beograd)
Gazela je najznačajniji most u glavnom gradu Republike Srbije Beogradu. Proteže se preko rijeke Save, a izgrađen je kao dio Autoceste bratstva i jedinstva. Danas je dio autoceste E 75.

## Povijest
Gradnja mosta započela je 1966. godine i trajala je četiri godine. Objekt je pušten u promet dana 4. prosinca 1970. godine, a nazočni su bili tadašnji predsjednik SFRJ Josip Broz Tito i predsjednik Skupštine grada Beograda Branko Pešić. Gradnju su izvele tvrtke Mostogradnja iz Beograda i Goša iz Smederevske Palanke. Glavni arhitekt projekta bio je profesor s Građevinskog fakulteta u Beogradu Milan Đurić.

## Porijeklo imena
Ime mostu dao je Đorđe Lazarević, tadašnji predsjednik Komisije za gradnju mosta, rekavši „kako je ovaj most preskočio Savu kao gazela u skoku“.

## Problemi s prometnim preopterećenjem
Iako je most projektiran za promet od 40.000 vozila na dnevnoj bazi, njime svakodnevno prometuje čak 165.000 vozila. Zbog tih razloga u razdoblju od 2010. do 2012. godine izvršena je sanacija koja je kapacitete povećala na 200.000 vozila dnevno sljedećih 40 godina. Početkom 2012. godine u promet je pušten i Most na Adi, a dodatno rasterećenje Gazele planirano je i završetkom izgradnje Beogradske obilaznice.

## Vanjske poveznice
Sestrinski projekti
|  | Zajednički poslužitelj ima još gradiva o temi Gazela (Beograd) |